# Пушкино (Раменский район)
Пу́шкино — деревня в Раменском муниципальном районе Московской области. Входит в состав сельского поселения Константиновское. Население — 2 чел. (2010).

## Название
Название связано с некалендарным личным именем Пушка.

## География
Деревня Пушкино расположена в западной части Раменского района, примерно в 17 км к югу от города Раменское. Высота над уровнем моря 140 м. В 1,5 км к западу от деревни протекает река Нищенка. К деревне приписано 2 СНТ — Парус и Пушкино. Ближайший населённый пункт — город Бронницы.

## История
В 1926 году деревня являлась центром Пушкинского сельсовета Салтыковской волости Бронницкого уезда Московской губернии.
С 1929 года — населённый пункт в составе Бронницкого района Коломенского округа Московской области. 3 июня 1959 года Бронницкий район был упразднён, деревня передана в Люберецкий район. С 1960 года в составе Раменского района.
До муниципальной реформы 2006 года деревня входила в состав Константиновского сельского округа Раменского района.

## Население
| 1926 | 2002 | 2010 |
| ---- | ---- | ---- |
| 163  | ↘0   | ↗2   |

В 1926 году в деревне проживало 163 человека (77 мужчин, 86 женщин), насчитывалось 31 крестьянское хозяйство. По переписи 2002 года постоянное население в деревне отсутствовало.